# Каміла Фуентес
Каміла Фуентес (ісп. Camila Fuentes; нар. 29 вересня 1995) — колишня мексиканська тенісистка.
Найвищу одиночну позицію світового рейтингу — 617 місце досягла 18 травня 2015, парну — 433 місце — 24 серпня 2015 року.
Здобула 3 парні титули туру ITF.

## Фінали ITF

### Парний розряд: 5 (3–2)
| Легенда         |
| --------------- |
| турніри $50,000 |
| турніри $25,000 |
| турніри $15,000 |
| турніри $10,000 |

| Фінали за покриттям |
| ------------------- |
| Тверде (3–2)        |
| Ґрунт (0–0)         |
| Трава (0–0)         |
| Килим (0–0)         |

| Результат | Ранг | Дата             | Турнір                       | Покриття | Партнерка          | Суперниці                              | Рахунок     |
| --------- | ---- | ---------------- | ---------------------------- | -------- | ------------------ | -------------------------------------- | ----------- |
| Перемога  | 1.   | 28 жовтня 2012   | ITF Victora, Мексика         | Тверде   | Блер Шенкл         | Алехандра Кіснерос Вікторія Родрігес   | 7–6(4), 6–1 |
| Перемога  | 2.   | 25 серпня 2013   | ITF Сан-Луїс-Потосі, Мексика | Тверде   | Кароліна Бетанкурт | Ана Софія Санчес Марсела Сакаріас      | 6–2, 6–3    |
| Поразка   | 1.   | 2 листопада 2013 | ITF Кінтана-Роо, Мексика     | Тверде   | Кароліна Бетанкурт | Khristina Blajkevitch Бранді Міна      | 6–7(2), 2–6 |
| Поразка   | 2.   | 26 квітня 2014   | ITF Анталія, Туреччина       | Тверде   | Сабіна Славіковіч  | Вікторія Родрігес Марсела Сакаріас     | 1–6, 1–6    |
| Перемога  | 3.   | 13 червня 2014   | ITF Коацакоалькос, Мексика   | Тверде   | Марсела Сакаріас   | Марія Пауліна Перес Паула Андреа Перес | 6–2, 6–2    |